# Штырбу, Степан Георгиевич
Степан Георгиевич Штырбу (Штирбу)  (1912—?) — бригадир колхоза «Вяца ноуэ» Теленештского района Молдавская ССР. Герой Социалистического Труда (15.02.1957).

## Биография
Родился в 1912 году в селе Чокылтяны Оргеевского уезда Бессарабской губернии, ныне – Оргеевского района Молдавии, в крестьянской семье. Молдаванин. Получил начальное образование. В 1918–1940 годах жил в Бессарабии, входившей в состав Румынии. Трудился в сельском хозяйстве. В период Великой Отечественной войны пережил немецко-румынскую оккупацию (1941–1944).
После освобождения республики в 1944 году три года проработал на кислородном заводе.
В 1947 году, когда в родном селе организовался колхоз «Вяца ноуэ» Теленештского района Молдавской ССР (ныне – Молдавия), он был назначен бригадиром одной из производственных бригад. Много усилий он приложил, стремясь воспитать у каждого в бригаде чувство коллективизма, наладить дисциплину, высокую организацию труда. Коллектив стал образцовым в колхозе. В 1956 году бригадир вступил в КПСС.
По инициативе правления и партийной организации в колхозе стали создаваться комплексные бригады. Руководство одной из них поручили Степану Георгиевичу. В 1956 году его комплексная бригада получила на каждые сто гектаров сельскохозяйственных угодий по 40 центнеров мяса, в том числе на сто гектаров пашни – по 33 центнера свинины. От каждой фуражной коровы было надоено по 3471 килограмму молока. В 1955-1956 годах с каждого гектара было собрано по 23 центнера колосовых культур, 35 центнеров кукурузы, 21 центнеру подсолнечника и по 34 центнера проса.
Указом Президиума Верховного Совета СССР от 15 февраля 1957 года за выдающиеся успехи, достигнутые в деле подъёма всех отраслей сельского хозяйства, широкое применение достижений науки и передового опыта в сельскохозяйственном производстве, получение высоких урожаев сельскохозяйственных культур и повышение продуктивности общественного животноводства Штырбу Степану Георгиевичу присвоено звание Героя Социалистического Труда с вручением ордена Ленина и золотой медали «Серп и Молот».
Продолжал трудиться в колхозе «Вяца ноуэ» (в 1980-х годах носил имя Л.И. Брежнева).
Избирался членом ЦК Компартии Молдавии (1960-1963), депутатом Верховного Совета СССР 5-го созыва (1958-1962), членом Оргеевского райкома Компартии Молдавии, депутатом местных Советов депутатов трудящихся, в том числе Чокылтянского сельсовета.
С 1970 года – персональный пенсионер союзного значения.
Жил в Теленештском районе.
Дата смерти не установлена.

## Награды
- Золотая медаль «Серп и Молот»(15.02.1957)
- Орден Ленина (15.02.1957)
- Медаль «В ознаменование 100-летия со дня рождения Владимира Ильича Ленина» (6 апреля 1970)
- Медаль «За трудовую доблесть» (26.04.1963)
- Медаль «Ветеран труда»
- медалями ВДНХ СССР:
- Почётной грамотой Президиума Верховного Совета Молдавской ССР (1962.

## Память
- На могиле установлен надгробный памятник